# Фани и Александър
„Фани и Александър“ (на шведски: Fanny och Alexander) е шведски игрален филм, драма от 1982 година с режисьор Ингмар Бергман. Получава 4 награди „Оскар“ и веднъж „Сезар“. Има кратка киноверсия (188 мин.) и пълна телевизионна версия (312 мин.)

## Сюжет
Действието на филма се развива в периода от 1907 до 1910 г. в шведския град Упсала. В центъра на сюжета е съдбата на 2 деца – Александър и неговата сестра Фани. В общи линии светът е представен през очите на дете. Филмът започва с пролог, следват 5 отделни части и завършва с епилог.

## В ролите
| Изпълнител        | Роля               |
| ----------------- | ------------------ |
| Ева Фрьолинг      | Емили Екдал        |
| Бертил Гуве       | Александр Екдал    |
| Пернила Алвин     | Фани Екдал         |
| Гун Волигрен      | Хелена Екдал       |
| Алан Едвал        | Оскар Екдал        |
| Бьорие Алстедт    | Карл Екдал         |
| Ярл Куле          | Густав Адолф Екдал |
| Мона Малм         | Алма Екдал         |
| Пернила Аугуст    | Май                |
| Кристина Адолфсон | Сири               |

## Награди и номинации
- 1984 Награда Оскар за най-добър чуждоезичен филм
- 1984 Награда „Оскар“ за операторско майсторство - Свен Нюквист
- 1984 Награда Златен глобус за най-добър чуждестранен филм
- 1984 Награда БАФТА за операторско майсторство - Свен Нюквист